# Mary McKinney
Mary McKinney (30 de maio de 1873 – 2 de fevereiro de 1987) foi uma supercentenária estado-unidense. Foi Decana da Humanidade de 20 de Setembro de 1986 até a data de seu falecimento, aos 113 anos e 248 dias. Sucedeu-lhe no título Anna Eliza Williams, de 113 anos de idade. Esteve presente na lista das 100 pessoas mais velhas do mundo até outubro de 2009.